# Tallboy
Tallboy est une bombe inventée par le Britannique Barnes Wallis et utilisée par les Alliés à partir de 1944.
Tallboy est suivie par la bombe Grand Slam de 10 tonnes. 
Une version nommée M121 (en) est construite aux États-Unis après guerre jusqu'en 1955 et fut utilisée durant les guerres de Corée et du Vietnam. 

## Caractéristiques

Sa particularité est de pénétrer le sol avant d'exploser : le concept de Barnes Wallis était d'éviter que l'énergie destructrice soit absorbée par l'air (compressible), mais qu'elle soit transmise par le sol et provoque un mini-tremblement de terre local (idée de bombe sismique) qui détruise les fondations des structures. Un engin de 2,5 tonnes lâché de plus de 10 km de hauteur aurait à l'arrivée au sol une vitesse supersonique et la capacité de s'enfoncer profondément. Dans le cadre d'une attaque contre une structure comme une usine par exemple, un tel engin serait plus destructif et provoquerait moins de pertes civiles (du fait de l'absence de projections d'éclats, etc.).
Barnes Wallis ne fut pris au sérieux qu'après le succès de sa bombe rebondissante.
Tallboy pèse 5 tonnes et est lancée depuis les bombardiers Avro Lancaster. Elle fait la preuve de son efficacité contre les structures lourdes comme les blockhaus, là où toutes les bombes plus petites ont échoué, ainsi que pour l'attaque réussie du Tirpitz. Sa première utilisation au combat a lieu le 9 juin 1944 lors d'un raid contre un tunnel ferroviaire à Saumur en France qui fut bloqué pendant une très longue période.

## Emploi
864 bombes Tallboy ont été utilisées notamment contre des installations militaires allemandes en territoire français:
- attaques contre les bases d'U-Boote de Lorient, de Brest ou de La Rochelle. Les toits des alvéoles étant tellement épais, avec plusieurs strates d'espaces pare-souffle, les dégâts sont minimes[2];

- attaques contre les bunkers spéciaux situés dans le Nord-Pas-de-Calais devant servir à la mise en œuvre des armes de représailles (missile de croisière V1, fusée V2 et canon V3 Tausendfüssler) :
  - blockhaus d'Éperlecques ;
  - coupole d'Helfaut-Wizernes ;
  - forteresse de Mimoyecques sur la commune de Landrethun-le-Nord.
Sur ces bases de lancement en cours de construction, l'efficacité des Tallboy fut beaucoup plus probante : même si les structures de béton résistèrent parfois, le terrain alentour fut tellement déstabilisé que les sites ne furent plus guère utilisables.

Une bombe Tallboy non explosée larguée lors de l'attaque aérienne du 16 avril 1945 contre le croiseur lourd Lützow est retrouvée en août 2020 au fond du canal de Piast près de Świnoujście en Pologne. Les travaux de neutralisation de la bombe commencent le 12 octobre 2020 après l'évacuation de 751 personnes résidant dans le voisinage et la fermeture temporaire d'un terminal gazier installé à proximité. La tentative de détruire la bombe par un procédé de déflagration échoue et résulte dans une détonation dont les effets sont ressentis à Świnoujście sans faire de victimes.
Les bombes Tallboy ont été également utilisées pour couler le cuirassé Tirpitz dans un fjord de l'extrême nord de la Norvège:
Le 15 septembre 1944 une escadrille d'Avro Lancaster, qui a été acheminée jusqu'au terrain soviétique de Yagodnik pour des questions de rayon d'action, largue des bombes Tallboy, mais aussi des mines « marchantes » dites « Johnny Walker » sur le cuirassé qui est protégé par des batteries de DCA et des générateurs de fumée, lesquels gênent considérablement les aviateurs britanniques de la RAF (opération Paravane).
Cependant une Tallboy tombée à proximité de la poupe endommage suffisamment le navire (laborieusement réparé après l'opération Source, une attaque de sous marins de poche type X craft) pour le rendre incapable de se battre en haute mer.
Réduit à l'usage de batterie flottante à poste fixe près de Tromsö, le Tirpitz est à nouveau bombardé le 29 octobre 1944 à la Tallboy par des Lancaster modifiés et allégés, venus directement d'Ecosse lors de l'opération Obviate (sans résultat probant en raison des écrans de fumée) puis reçoit le coup de grâce final lors de l'opération Catechism (12 novembre 1944). Deux bombes Tallboy touchent le navire qui chavire et coule avec d'importantes pertes humaines.

## Chronologie d'utilisation deTallboy

### Juin - Août 1944

#### Attaque du tunnel de Saumur
- Objectif : Détruire le tunnel et le pont ferroviaire de Nantilly près de Saumur 47° 14′ 36″ N, 0° 04′ 01″ O afin d'empêcher l'acheminement de renforts blindés allemands de la 17. SS-Panzergrenadier-Division en Normandie. L'attaque fut menée dans la nuit du 8 au 9 juin : dans un premier temps, quatre Lancasters du No. 83 Squadron Pathfinder Force larguèrent des fusées éclairantes pour illuminer la zone, tandis que trois Mosquitos marquèrent la cible au sol. Dans un deuxième temps, une formation du No. 617 Squadron RAF composée de 19 Lancasters équipés de Tallboys ainsi que six autres avec des bombes conventionnelles purent bombarder le tunnel et le pont de fer enjambant la Loire[5].
- Résultat : 60 % des bombes tombent dans la zone dont un coup direct sur la sortie du tunnel provoquant l'effondrement de son plafond. La voie sera inutilisable pendant quelques semaines, empêchant l'arrivée rapide de la division allemande sur le front du Débarquement. Aucun avion perdu durant ce raid[6],[7].

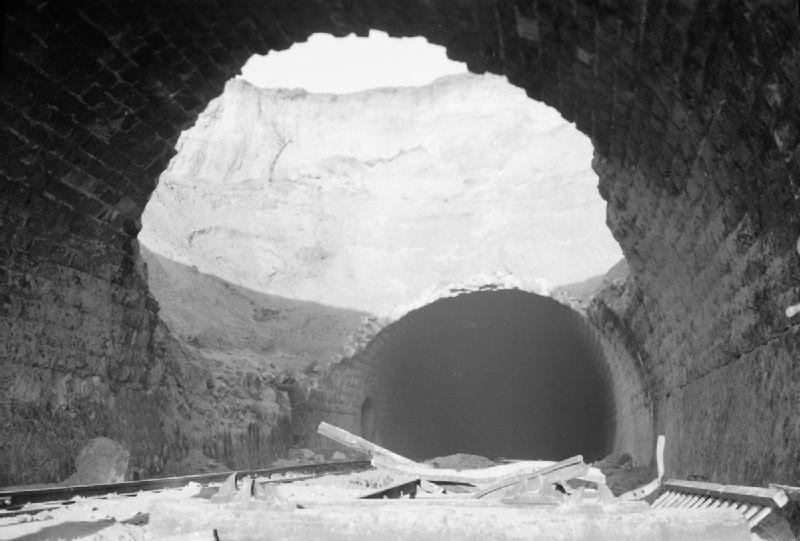
Résultat du coup direct d'une Tallboy sur le tunnel de Saumur
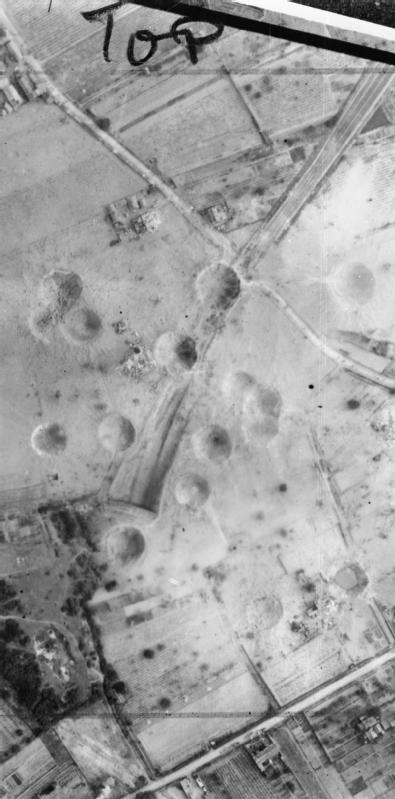
Vue aérienne du résultat du raid. Les 18 cratères visibles font 15 mètres de profondeur sur 35–40 mètres de large.

#### OpérationCrossbow
Crossbow était le nom de code de l'opération alliée pour contrer les Vergeltungswaffe nazies : la bombe volante V1 et le missile V2. Les Tallboys britanniques furent utilisées pour détruire plusieurs sites de lancement ou de production.

19 juin 1944 –  Watten (Hauts-de-France) 
- Objectif : Site de fabrication et lancement de V2 du Blockhaus d'Éperlecques (50° 49′ 43,24″ N, 2° 11′ 01,22″ E) en cours de construction mais possédant au moins trois unités de production d'oxygène liquide opérationnelles [8],[9]. Le raid est mené par 17 Avro Lancaster du No. 617 Squadron équipés de Tallboy, la cible sera préalablement marquée par 9 De Havilland DH.98 Mosquito du No. 8 Squadron Pathfinder armés de deux bombes de 1 000 lbs chacun.
- Résultat : Le mauvais temps réduisit la précision et Tallboy qui frappa au plus près manqua sa cible de 46 m (face sud du blockhaus dont le cratère est encore visible actuellement)

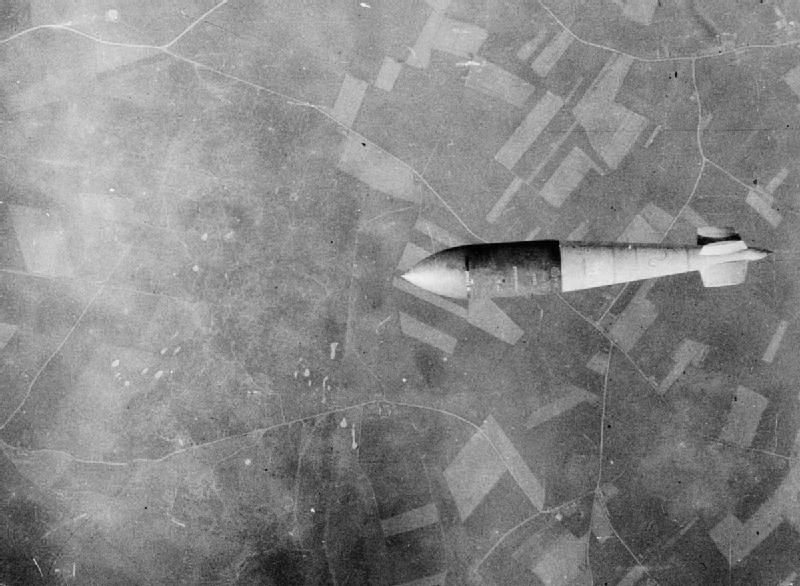
Tallboy au moment de son largage par l'Avro Lancaster B Mark I (immat JB139) du No. 617 Squadron RAF au dessus de Watten (19 juin 1944)
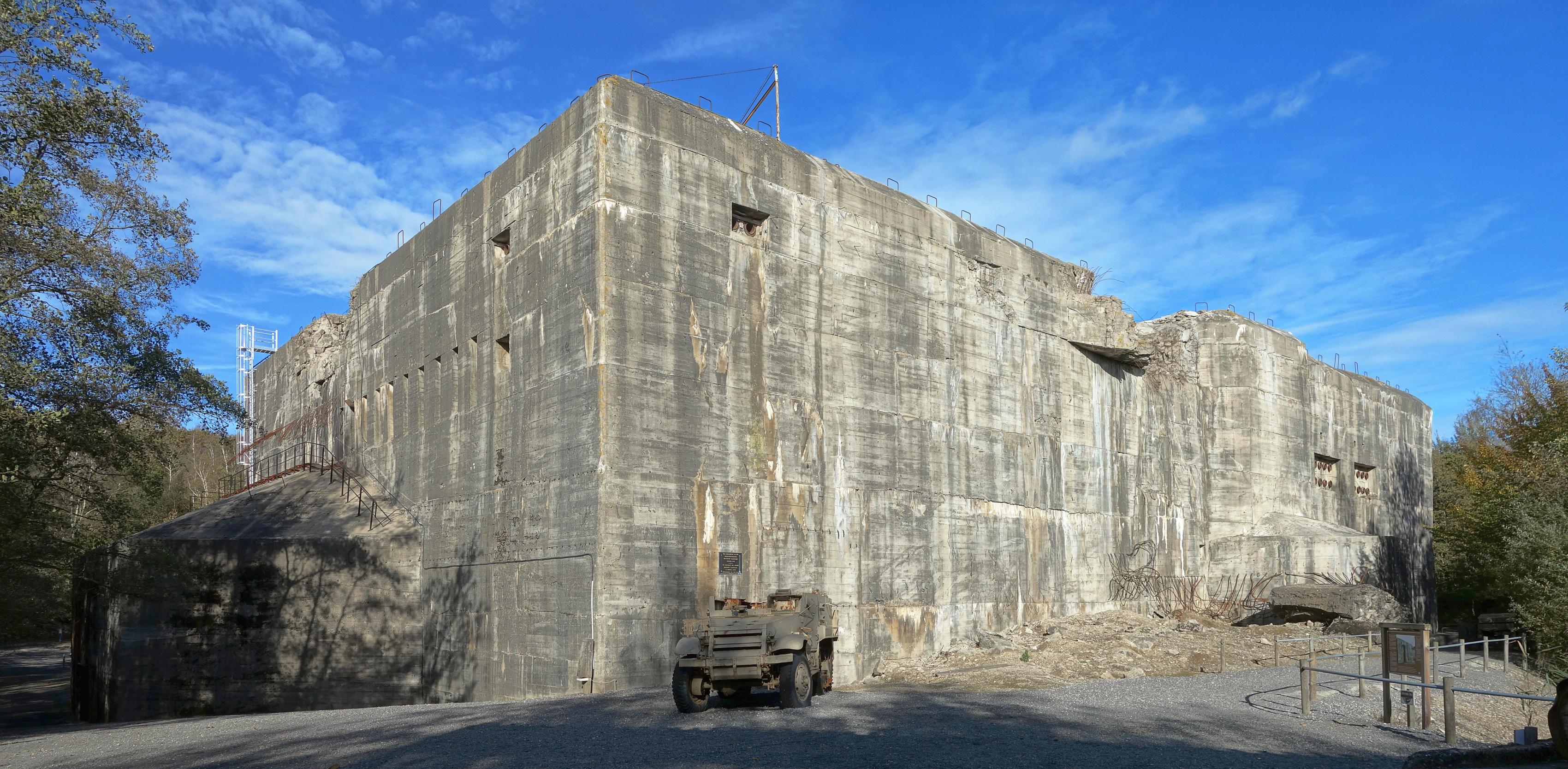
Vue actuelle de la face sud-ouest du blockhaus d'Éperlecques